# ブロードウェイ・メロディー
『ブロードウェイ・メロディー』（The Broadway Melody）は、1929年のアメリカ合衆国映画である。

## 概要
世界初の全編トーキーによるミュージカル作品であり、メトロ・ゴールドウィン・メイヤー（MGM）ミュージカルの第1作である。第2回アカデミー賞作品賞を、トーキー映画として初めて受賞した。他、監督賞と主演女優賞（ベッシー・ラヴ）でも候補となっている。
この映画は全米のほとんどの映画館でトーキー封切り作品として公開され、興行的にも大ヒットを記録した。1929年当時はトーキー映画の草創期であると同時に、性的表現の規制が強く無かった時期でもあり、楽しさ溢れる歌と音楽、肌が露わになったセクシーな衣装を着た踊り子たちの健気な色気は、この映画の大きな売り物となったのである。またアメリカ人にとって粋な掛け合いが満載という脚本も評判を呼んだ。
脚本、音楽ともに映画のために書き下ろされた初めてのミュージカルである。後にMGMミュージカルの名作を数多く製作することとなるアーサー・フリードが、一度聞いたら耳に残る印象的なテーマ曲の作詞を手掛けている。
トーキー初期の作品であるため、大きなカメラは頑丈な防音箱の中に入れられ撮影されたと推定され、各ショットもフルショットやバストショットがほとんどであり、現在の目で見るとやや視覚面では単調に陥りやすいことも印象深い。また、ブロードウェイ・ミュージカルの優秀な人材がハリウッドへ流入する以前の作品であるため、レビューシーンが素人めいた出来映えに見えるのも致し方のない所とされる。
"Wedding of the Painted Doll"のシーンは赤と緑の二色によるテクニカラー方式で撮影されていたが、現在では白黒のプリントでしか現存していない。
この映画の成功により、おびただしい数のミュージカル映画が、その後2年にわたって作られることになるが、前述の通りダンサーや振付師に人材を得ていないため、質に関してはパッとしないものがほとんどである（いわゆるミュージカル映画の石器時代）。しかしレビュー劇場の楽屋話を骨子として、その間に豪華な舞台場面を展開するという、いわゆる「舞台裏ミュージカル」は、1930年代の全盛期を経て延々と生き続ける定番ジャンルとなった。
本作の続編として1935年に『踊るブロードウェイ』 (Broadway Melody of 1936) 、1937年に『踊る不夜城』  (Broadway Melody of 1938) 、1940年に『踊るニュウ・ヨーク』 (Broadway Melody of 1940) の3本が製作されている。

## ストーリー
田舎から夢を抱いてブロードウェイにやってきたヴォードヴィル出身のハンク（ベッシー・ラヴ）とクィニー（アニタ・ペイジ）のマホーニー姉妹は、歌手でハンクの婚約者でもあるエディ（チャールズ・キング）と会い、エディ作の歌「ブロードウェー・メロディ」を引きさげてザンフィールド一座に斡旋してもらう段取りを整える。しかし、そこでエディは、以前会ったときより見違えるほど美しくなった妹のクィニーの方に心を奪われてしまう。そして、それはくしくも、クィニーのエディに対する感情と同じであった。
クィニーは、エディを愛する姉のことを思い、ステージのリハーサルで出会った、富豪のジャック・ウォリナー（ケネス・トンプソン）と付き合うことでエディから離れようとする。しかし、金に物を言わせ心ないジャックとクィニーが付き合うことは、エディにとってだけでなく、妹思いのハンクにとっても、耐えられないことだった。
クィニーがエディとデートに行くのを、それぞれの理由から必死に食い止めようとするエディとハンク。そしてある日、ついにエディは必死さのあまり、ハンクもいる場で本心をもらしてしまう。そこで、ハンクのとった行動とは…。

## スタッフ
- 監督：ハリー・ボーモント
- 製作：ハリー・ラプフ
- 原作：エドマンド・グールディング
- 脚本：サラ・Y・メイソン
- 撮影：ジョン・アーノルド
- 作詞：アーサー・フリード
- 音楽：ナシオ・ハーブ・ブラウン

## キャスト
- エディ・カーンズ：チャールズ・キング
- ハンク・マホーニー：ベッシー・ラヴ
- クィニー・マホーニー：アニタ・ペイジ
- ザンフィールド：エディ・ケイン
- ジャック・ウォリナー：ケネス・トンプソン
- フロー：メアリー・ドーラン

## 日本語吹替
- パブリックドメインDVD版（発売元：マックスター、ミックエンターテイメント）
  - エディ：佐藤晴男
  - ハンク：深水由美
  - クィニー：浅井晴美
  - ザンフィールド：新垣樽助　
  - ジャック：丸山壮史　
  - フロー：織田芙実
  - 翻訳：井ノ迫純子　演出：大前剛　制作：ミックエンターテイメント